# Sólo para hombres
Sólo para hombres és una pel·lícula espanyola de 1960, dirigida per Fernando Fernán Gómez. És una adaptació de la comèdia teatral de Miguel Mihura, Sublime decisión (1955).

## Argument
La pel·lícula narra les aventures i desventures d'una bella senyoreta (Analía Gadé) que, contra el costum i conveniències de l'època (finals del segle XIX), decideix treballar. Malgrat la revolada nacional que provoca el fet, decideix donar-se-li l'oportunitat d'emprar-se, a manera d'experiment, en un ministeri, on reconeixerà a un antic pretendent (Fernando Fernán Gómez) que no és el que aparentava ser.
La seva incorporació al Ministeri portava també com a novetat la de la ploma estilogràfica, aconseguint Florita immediatament resoldre en molt poc temps tots els assumptes pendents del seu negociat, per la qual cosa li donen el treball de la resta dels negociats i finalment dels altres ministeris. Però també porta problemes al Ministeri, perquè tots els seus companys acaben barallant-se per aconseguir els seus favors, la qual cosa provoca finalment el seu acomiadament.
Entretant s'ha anat consolidant la seva relació amb Pablo Meléndez, un altre empleat del Ministeri que abans de conèixer-la a ella es feia passar per ric per a així aconseguir berenar gratis a casa de totes les mosses casaderas de Madrid. L'és qui per tenir-la contenta li busca treball on sigui i fa plans de futur.
Però a la fi del segle xix la política era molt inestable i el canvi en els ministeris constant. La notícia de l'arribada dels liberals podia comportar un augment de sou o l'acomiadament, segons els casos. I això últim és el que li passa a Pablo. Amb els dos sense treball això de casar-se es fa impossible.
Però de sobte arriba la solució. Un nou canvi ministerial fa que el nou titular desitgi crear un negociat compost només per dones i al càrrec del qual posaran a Florita. Llavors ja no hi haurà impediment per a casar-se, perquè saben que sempre tindran un sou, perquè quan canviïn el ministeri la cessaran a ella i l'agafaran a ell i viceversa. I en una de les ocasions de major estabilitat del govern, que dura més de nou mesos naixerà el seu primer fill.

## Repartiment
- Analía Gadé - Flora Sandoval
- Fernando Fernán Gómez - Pablo Meléndez
- Elvira Quintillá - Felisa
- Juan Calvo - Don Claudio
- Manuel Alexandre - Manolo Estévez
- Joaquín Roa - José
- Rosario García Ortega - Matilde
- Erasmo Pascual - Justo Hernández de la Berquera
- Ángela Bravo - Cecilia

## Premis
Medalles del Cercle d'Escriptors Cinematogràfics
| Categoria   | Autor         | Resultat  |
| ----------- | ------------- | --------- |
| Millor guió | Miguel Mihura | Guanyador |